# Dorothy Stratten
Dorothy Stratten pseudonimo di Dorothy Ruth Hoogstraten (Vancouver, 28 febbraio 1960 – Los Angeles, 14 agosto 1980) è stata una modella e attrice canadese.

## Biografia

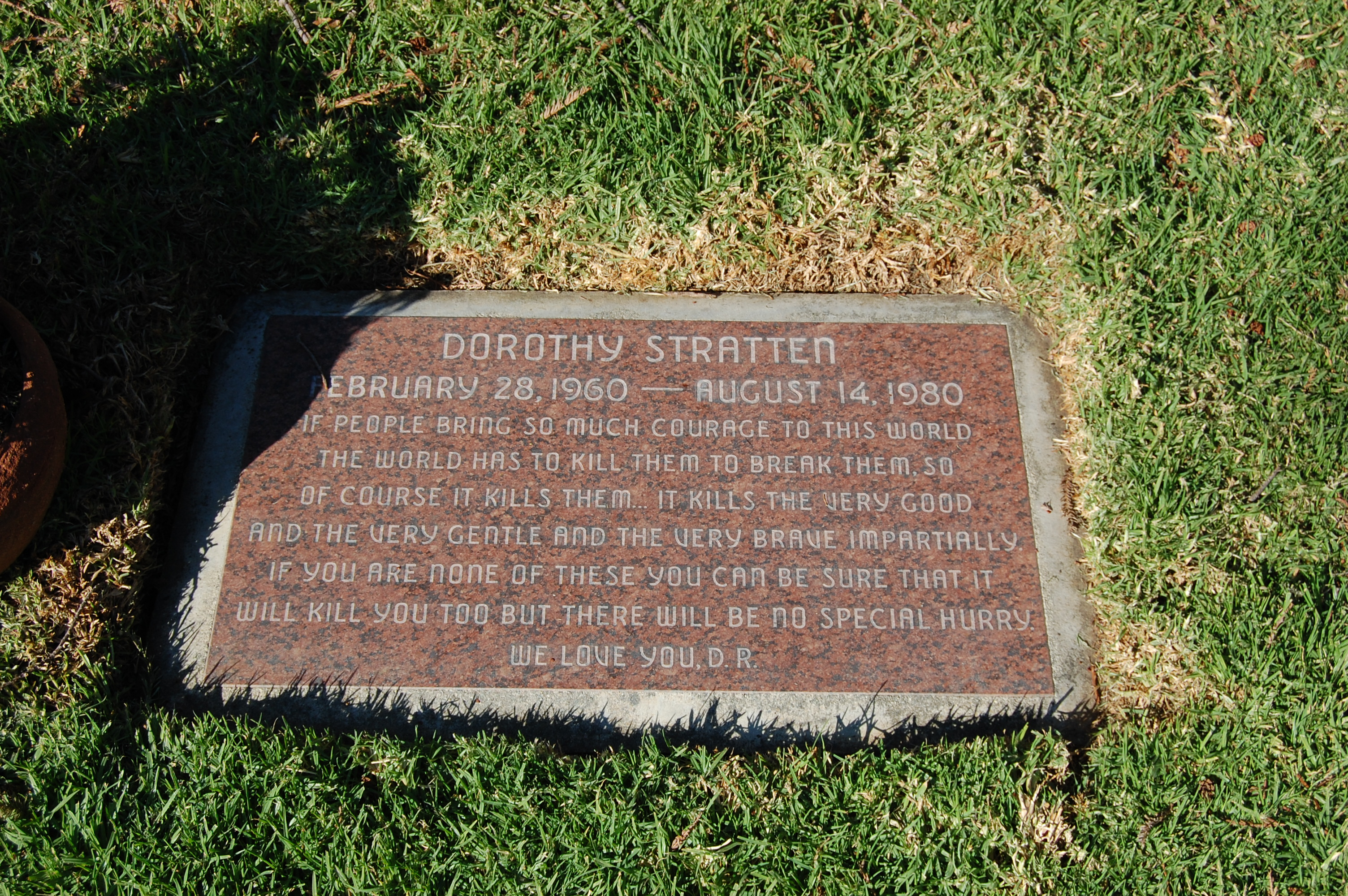
Tomba di Dorothy Stratten al Westwood Village Memorial Park Cemetery di Los Angeles

La sua famiglia era di origine olandese: i genitori di Dorothy, Simon e Peternella (detta Nelly), si sposarono a Leida nei Paesi Bassi nel 1954 ed emigrarono poco dopo in Canada. Dorothy aveva due fratelli, John Arthur (nato nel 1961) e Louise Beatrice Stratten (nata nel 1968). Il padre Simon ben presto lasciò la casa e si risposò, così Nelly fu costretta a provvedere alla famiglia da sola, ma faticò non poco a trovare un lavoro che le consentisse di mantenere i figli. Dorothy e la sua famiglia in quel periodo vivevano a Coquitlam, un sobborgo di Vancouver.
A causa della precaria situazione economica familiare, Dorothy trovò un lavoro a soli 14 anni, e fu proprio nel Dairy Queen dove fu assunta che incontrò Paul Snider, un impresario che aveva nove anni più di lei. Folgorato dalla bellezza della giovane e biondissima Dorothy, Paul iniziò un assiduo corteggiamento, la convinse a posare per delle foto e ne mandò alcune alla rivista Playboy, che nel 1978 cercava una Playmate per celebrare i 25 anni della rivista.
Dorothy non vinse il concorso, ma Hugh Hefner e i suoi collaboratori rimasero così colpiti dalle foto della ragazza che le proposero di andare a Los Angeles e posare per dei servizi fotografici. Dorothy si trasferì in California e divenne una delle Playmate più famose, conquistando il titolo di Playmate del mese agosto 1979 e quello di Playmate dell'anno 1980 (titolo che le fruttò 250.000 dollari dell'epoca in premi e riconoscimenti). Nel frattempo Snider, suo fidanzato e manager, la raggiunse in California e i due si sposarono a Las Vegas il 1º giugno 1979.
Nel 1979 Dorothy debuttò nel cinema da protagonista in Autumn Born (un film a basso costo di produzione canadese), Americathon e apparve in un episodio della serie televisiva Buck Rogers. La vera occasione arrivò quando Peter Bogdanovich la scritturò nel suo film ...e tutti risero (1981), accanto a un cast di grandi attori come Audrey Hepburn e Ben Gazzara. Durante le riprese del film, Dorothy e Bogdanovich si innamorano e andarono a vivere insieme. Snider, ossessionato dall'ex compagna, il 14 agosto 1980 uccise Dorothy e si suicidò subito dopo. Dorothy è sepolta al Westwood Village Memorial Park Cemetery di Los Angeles.

## Nei media
- La storia di Dorothy Stratten è raccontata nel film Star 80 (1983), diretto da Bob Fosse e interpretato da Mariel Hemingway ed Eric Roberts.

- Il cantautore canadese Bryan Adams, insieme al coautore Jim Vallance, scrisse la canzone "The Best Was Yet to Come" come traccia di chiusura per l'LP del 1983 di Adams Cuts Like a Knife come dedica a Dorothy Stratten.[1]  Adams scrisse anche la traccia "Cover Girl" con Lindsay Mitchell della band canadese Prism per la loro raccolta di grandi successi All the Best From Prism (1980), che non era apparsa in nessun album precedente.[2] La canzone dei Bush "Dead Meat" è scritta in sua memoria.[3] Californication dei Red Hot Chili Peppers fa riferimento a lei.[2]
- Il gruppo musicale bolognese Stratten ha adottato questo nome in omaggio a Dorothy Stratten[4].
- Il regista e attore Peter Bogdanovich, che ebbe una relazione con la Stratten, nel 1984 pubblicò un libro in sua memoria: The Killing of the Unicorn: Dorothy Stratten 1960-1980.

## Filmografia
- Americathon, regia di Neal Israel (1979) - non accreditata
- Autumn Born, regia di Lloyd A. Simandl (1979)
- Skatetown, U.S.A., regia di William A. Levey (1979)
- Galaxina, regia di William Sachs (1980)
- ...e tutti risero (They All Laughed), regia di Peter Bogdanovich (1981) - postumo